# Minuskel 91
Minuskel 91 (in der Nummerierung nach Gregory-Aland), O 14 (von Soden) ist eine griechische Minuskelhandschrift des Neuen Testaments auf 313 Pergamentblättern (32,4 × 23,7 cm). Mittels Paläographie wurde das Manuskript auf das 11. Jahrhundert datiert. Die Handschrift ist nicht vollständig.

## Beschreibung
Die Handschrift enthält den Text des Neuen Testaments außer den Evangelien. Er wurde einspaltig mit je 40 Zeilen geschrieben. Die Handschrift enthält Prolegomena, Tabellen der κεφαλαια, κεφαλαια, τιτλοι, Synaxarion und Menologion.
Es enthält Kommentare. Der Kommentar zur Apostelgeschichte und den Episteln ist der des Pseudo-Oecumenius; der zur Offenbarung ist der Kommentar von Arethas von Caesarea.
Die Reihenfolge der Bücher ist: Apostelgeschichte, Katholische Briefe, Paulusbriefe und Offenbarung des Johannes mit Lücken.

## Text
Der griechische Text des Kodex repräsentiert den Byzantinischen Texttyp. Kurt Aland ordnete ihn in keine Kategorie ein.

## Geschichte
Die Handschrift wurde durch Bernard de Montfaucon, Johann Jakob Wettstein, Johann Jakob Griesbach und Johann Martin Augustin Scholz untersucht.
Früher wurde sie in Hamburg aufbewahrt. Der Kodex befindet sich in der Bibliothèque nationale de France (Gr. 219) in Paris.